# Monts-en-Bessin
Monts-en-Bessin – miejscowość i gmina we Francji, w regionie Normandia, w departamencie Calvados.
Według danych na rok 1990 gminę zamieszkiwały 373 osoby, a gęstość zaludnienia wynosiła 52 osoby/km² (wśród 1815 gmin Dolnej Normandii Monts-en-Bessin plasuje się na 531. miejscu pod względem liczby ludności, natomiast pod względem powierzchni na miejscu 704.).